# 北山河
北 山河（きた さんが、1893年 - 1958年）は、日本の俳人。極刑者に俳句を教えていた。本名、北 楢太郎。
1893年（明治26年）7月28日、京都で産まれ、楢太郎と名付けられた。1907年（明治40年）9月頃、家族と共に大阪に引っ越し、父と菓子店の営業を始める。この頃から俳句に興味を持ち、芦田秋窓に師事。号は北星。1927年（昭和2年）7月、芦田秋窓を主幹とし、俳誌『大樹』を創刊する。1936年、『大樹』主幹となり、号を山河と改号した。1958年（昭和33年）12月5日、狭心症で亡くなる。享年65。
山河に指導を受けた死刑囚は68名おり、無期の受刑者などにも俳句を指導していた。